# Épidémie de rougeole en France en 2008
 (janvier 2021).
La mise en forme du texte ne suit pas les recommandations de Wikipédia : il faut le « wikifier ».
Les points d'amélioration suivants sont les cas les plus fréquents. Le détail des points à revoir est peut-être précisé sur la page de discussion.
- Les titres sont pré-formatés par le logiciel. Ils ne sont ni en capitales, ni en gras.
- Le texte ne doit pas être écrit en capitales (les noms de famille non plus), ni en gras, ni en italique, ni en « petit »…
- Le gras n'est utilisé que pour surligner le titre de l'article dans l'introduction, une seule fois.
- L'italique est rarement utilisé : mots en langue étrangère, titres d'œuvres, noms de bateaux, etc.
- Les citations ne sont pas en italique mais en corps de texte normal. Elles sont entourées par des guillemets français : « et ».
- Les listes à puces sont à éviter, des paragraphes rédigés étant largement préférés. Les tableaux sont à réserver à la présentation de données structurées (résultats, etc.).
- Les appels de note de bas de page (petits chiffres en exposant, introduits par l'outil «  Source ») sont à placer entre la fin de phrase et le point final[comme ça].
- Les liens internes (vers d'autres articles de Wikipédia) sont à choisir avec parcimonie. Créez des liens vers des articles approfondissant le sujet. Les termes génériques sans rapport avec le sujet sont à éviter, ainsi que les répétitions de liens vers un même terme.
- Les liens externes sont à placer uniquement dans une section « Liens externes », à la fin de l'article. Ces liens sont à choisir avec parcimonie suivant les règles définies. Si un lien sert de source à l'article, son insertion dans le texte est à faire par les notes de bas de page.
- La présentation des références doit suivre les conventions bibliographiques. Il est recommandé d'utiliser les modèles {{Ouvrage}}, {{Chapitre}}, {{Article}}, {{Lien web}} et/ou {{Bibliographie}}. Le mode d'édition visuel peut mettre en forme automatiquement les références.
- Insérer une infobox (cadre d'informations à droite) n'est pas obligatoire pour parachever la mise en page.

Pour une aide détaillée, merci de consulter Aide:Wikification.
Si vous pensez que ces points ont été résolus, vous pouvez retirer ce bandeau et améliorer la mise en forme d'un autre article.
 (janvier 2021).
Si vous disposez d'ouvrages ou d'articles de référence ou si vous connaissez des sites web de qualité traitant du thème abordé ici, merci de compléter l'article en donnant les références utiles à sa vérifiabilité et en les liant à la section « Notes et références ».
L'épidémie de rougeole en France en 2008 est le début d'une résurgence épidémique qui a donné lieu à 604 cas confirmés de rougeole entre mars et décembre 2008, puis à 23 000 cas (dont 10 décès) entre 2008 et 2012, touchant majoritairement des communautés d'enfants et adolescents non ou partiellement vaccinés. Cet épisode fait suite à une très forte diminution entre 1998 (18 000 cas) et 2006 (40 cas) et débouche sur l'obligation vaccinale pour les enfants français nés à partir du 1er janvier 2018.

## Caractérisation de l’épidémie

### Débuts de l'épidémie
Le refus de la population face à la vaccination contre la rougeole dans les pays européens ne permet pas l’atteinte d’une couverture vaccinale optimale de 95 % telle que souhaitée par l’Organisation mondiale de la santé (OMS) afin d’éradiquer la maladie[réf. souhaitée]. Au contraire, malgré un plan élaboré pour l’élimination de la rougeole, on note une recrudescence des cas de la maladie dans plusieurs pays, notamment la Suisse, la Roumanie, l’Angleterre et la France[Quand ?].  
En France, c’est au printemps 2008 que le nombre de cas mensuels a commencé à augmenter. À la fin du printemps et durant l’été, on note des cas groupés de rougeole parmi des enfants et  des adolescents fréquentant des écoles confessionnelles ou dans des camps de vacances regroupant des jeunes de ces écoles. On assiste à des transmissions secondaires familiales importantes[réf. nécessaire], puis à une augmentation marquée des cas à l’automne, après la rentrée des classes. Près des deux tiers des déclarations sont survenues entre octobre et décembre 2008. Comparativement à 40 cas en 2006 et 44 en 2007, on comptait, en 2008, 604 cas retenus de rougeole parmi 620 cas suspects, dont 305 confirmés biologiquement  (par la détection d’IgM sériques, d’ARN viral, par la mise en évidence d’une séroconversion en IgG ou par détection d’IgM salivaires au Centre national de référence (CNR) de la rougeole et des paramyxoviridea respiratoires), 58 cas confirmés épidémiologiquement et 241 cas cliniques.

### Distribution géographique et épidémiologique
La distribution géographique des cas déclarés n’est pas homogène. La première éclosion a eu lieu vers la fin de mars, à Reims, dans le nord-est de la France, où 19 cas ont été signalés. Entre mars et mai, on dénote une deuxième éclosion à Nice, dans le sud-est du pays : 36 cas répertoriés, dont 33 ont été confirmés biologiquement. De mai à juillet, 105 cas de rougeole signent la troisième éclosion de rougeole dans les régions de Bourgogne et de Nord-Pas-de-Calais. À partir du mois d’août, les cas ont été répertoriés à partir de régions différentes. Quelques départements de la France n’ont pas été touchés par l’épidémie, tandis que dans la Vendée, les Deux-Sèvres, l’Allier, la Haute-Savoie et la Savoie on retrouvait un taux d’incidence cinq fois supérieur au chiffre national. 
Certaines classes d’âge comptaient beaucoup plus de cas de rougeole que d’autres. L’âge moyen des malades se situait à 12,7 ans et l’âge médian à 11,5 ans. Le taux d’incidence chez les enfants de 14 ans et moins variait entre 3,2 et 3,6/100 000 tandis qu’il diminuait chez les personnes plus âgées. On observait les proportions les plus élevées de cas parmi les adultes de plus de 30 ans, les 20-29 ans et les enfants de moins de 1 an. Le ratio H/F des cas déclarés égal à 1 indiquait que la maladie n’affectait pas préférentiellement les hommes ou les femmes. Parmi les cas hospitalisés (19 %), la majorité concernait des adultes âgés entre 20 et 29 ans (59 %) et les 30 ans et plus (36 %). Environ 89 % des individus infectés n’avaient pas été vaccinés contre la rougeole, 9 % n’avaient reçu qu’une dose du vaccin et 2 % avaient reçu les deux doses. Les cas signalés pouvaient présenter de la fièvre, des éruptions maculo-papuleuses, de la toux, un coryza (écoulement nasal et éternuements répétés), une conjonctivite et des signes de Koplik (signe avant-coureur de la rougeole, présence de taches rouges au centre blanc sur la face interne des joues) à des degrés divers.

### Détermination de l’infection
En général, lorsqu’un cas de rougeole est suspecté, le médecin prélève des échantillons de salive chez le patient (idéalement le 2e ou 3e jour de l’éruption) et les envoie au CNR où on tente d’y détecter la présence d’IgM et d’IgG anti-virus de la rougeole. Bien que traditionnellement on réalise plutôt une recherche d’immunoglobulines dans le sang des patients, la sérologie à partir de prélèvements de salive est un moyen plus simple tout en demeurant efficace. On observe qu’en 2008 et 2009 les médecins procèdent plus souvent au prélèvement d’échantillons salivaires qu’auparavant. Au CNR, les chercheurs effectuent aussi la recherche d’ARN viral par RT-PCR dans la salive recueillie. Cette méthode est nettement plus sensible pour confirmer l’infection par le virus de la rougeole à partir d’un prélèvement salivaire que la détection d’IgM et d’IgG dans la salive: la sérologie salivaire ne détectait la présence d’anticorps que dans 79,5 % des 137 échantillons confirmés biologiquement (présence d’ARN viral ou d’IgM contre le virus de la rougeole), tandis que dans 93,4 % des cas on détectait de l’ARN viral par RT-PCR . 

### Virologie de l’épidémie
L’étude des souches virales détectée depuis le début de l’épidémie démontre la circulation simultanée de nombreux génotypes différents. Une analyse rapportée dans le Journal of Medical Virology en 2010 indique la présence, en France, des génotypes A, B3.2, D4, D5, D8 et D9. Fait intéressant, les génotypes D8 et D9 n’avaient encore jamais été détectés. Ces résultats s’appuient sur l’analyse génétique des régions C-terminales du gène de la nucléoprotéine (N) provenant de 113 souches et du gène entier de l’hémagglutine (H), en comparaison à l’analyse de souches détectées en 2007. 
Les cas répertoriés durant la première éclosion de rougeole, en mars 2008 à Reim, sont attribuables au variant 1 du virus de génotype D4, à l’exception d’un cas causé par le génotype D5. Se répandant ensuite dans d’autres régions, les génotypes D5 et D4 ont été responsables de 70 % et 20,3 % des infections, respectivement. Durant la deuxième éclosion, le patient « index », c’est-à-dire l’initiateur de l’épidémie, revenu de Thaïlande où il a contracté le virus de la rougeole de génotype D9, a infecté son frère qui à son tour a transmis le virus à son médecin. La maladie s’est ainsi répandue parmi le personnel médical et les patients de l’hôpital. À l’exception d’un cas isolé à Paris, tous les cas de MV (measles virus) de génotype D9 ont été retrouvés dans la région de Nice. Le patient « index » de la troisième éclosion avait contracté la maladie durant un voyage en Suisse et en Autriche. Les éclosions subséquentes ont été attribuées au variant 1 de génotype D5. Le MV génotype D5 a continué à circuler en France durant toute l’année suivante. Le génotype D8 a causé près de 10,7 % des cas de rougeole entre les 42e et 46e semaines dans la région entourant la ville de Moulins. Dans la 12e semaine, on a répertorié quelques rares virus de génotype B3.2, et de génotype A entre les semaines 14 et 16.

## Contexte général
À travers le monde, on compte plus de 30 millions d’enfants infectés par le virus de la rougeole[Quand ?], une des maladies infectieuses les plus contagieuses. Au Québec, depuis la mise en place de campagnes de vaccination contre la rougeole dans les années soixante, l’incidence de cette maladie a diminué de façon qu’on ne compte plus, à ce jour, qu’un ou deux cas par année. En France, bien que l’administration (non obligatoire) du vaccin ROR (contre la rougeole, les oreillons et la rubéole) soit vivement recommandée chez les jeunes enfants, la recrudescence du nombre de cas de rougeole dans ce pays dans les dernières années témoigne entre autres du refus important de la population à se faire vacciner et authentifie, en 2008, l’éclosion d’une épidémie.
La rougeole est une maladie virale très contagieuse causée par un virus à ARN de polarité négative, de la famille des Paramyxoviridae et du genre des Morbilivirus. Ce virus très contagieux se propage par les gouttelettes en suspension dans l’air et infecte les cellules immunitaires du pharynx et des poumons via l’attachement de ses protéines de surface (hémagglutinine) à des récepteurs cellulaires spécifiques. Les symptômes les plus courants de la rougeole comprennent une forte fièvre, un écoulement nasal et de la toux, l’apparition de rougeurs sur tout le corps, des douleurs oculaires et des larmoiements lorsqu’exposé à la lumière. 
En France, de 1945 à 1986, la rougeole faisait partie des maladies à déclaration obligatoire, c’est-à-dire que les cas constatés dans les centres de soin, par les médecins ou le personnel hospitalier devaient être rapportés à des fins d’analyse et de suivis. Vu la faible quantité de cas répertoriés, ce statut fut suspendu en 1986 et remplacé par un système sentinelle de médecins généralistes, le Sentinel network, créé en 1985 par l’INSERM U444, afin de rapporter électroniquement les cas de rougeole dont ils ont été témoin en consultation. L’incidence de la maladie déduite de ces données laisse entendre une diminution de 300 000 cas par année en 1985 à environ 10 400 cas en 2003 et 4448 cas en 2004. Depuis juillet 2005, dans le cadre du Plan national d’élimination de la maladie, la déclaration de la rougeole est de nouveau  obligatoire. 

## Conjoncture française

### Prévention et élimination
Mis sur le marché en 1966 en France, le vaccin contre la rougeole n’a été ajouté au calendrier de vaccination chez les enfants de 12 à 15 mois qu’en 1983. En 1986, on offrait le vaccin ROR protégeant contre la rougeole, les oreillons et la rubéole. Dix ans plus tard, une seconde dose était prescrite (aux enfants de 11 à 13 ans à l’époque; maintenant à ceux de 6 ans) afin d’augmenter l’efficacité de la vaccination en vue de l’élimination de la maladie.
Un plan pour l’élimination de la rougeole et la rubéole congénitale en France (Plan for measles and congenital rubella elimination in France) a été publié en juin 2005. Ces objectifs généraux concernant la rougeole incluent l’arrêt de la transmission endémique du virus de la rougeole ainsi que l’atteinte et le maintien d’un haut degré d’immunité dans la population via la vaccination. Plus précisément, on vise l’atteinte d’une incidence inférieure à un cas confirmé par million d’habitants et la réduction du pourcentage des individus vulnérables au virus sous les 15 % pour les enfants de 1 à 4 ans, 10 % pour les enfants de 5 à 9 ans, et sous les 5 % pour les adultes de plus de 15 ans. Les autorités souhaitent une couverture de vaccination de plus de 95 % chez les bambins de 24 mois et de 80 % pour la seconde dose. L’objectif ultime de plan d’intervention vise l’élimination du virus du territoire national pour 2010. Parmi les mesures décrites dans le plan on comptait, entre autres, une nouvelle stratégie vaccinale impliquant un nouveau calendrier de vaccination, une meilleure sensibilisation et diffusion de l’information dans la population, l’identification et la  protection des groupes plus à risque (les voyageurs, les professionnels de la santé, l’entourage d’une personne infectée ou d’un foyer d’infection…), ainsi qu’une nouvelle stratégie de surveillance comprenant des critères établis pour le diagnostic clinique et la confirmation en laboratoire. 
L’un des obstacles majeurs dans l’élimination de la maladie repose dans les groupes réticents à la vaccination pour des raisons philosophiques ou religieuses ou dont la faible couverture vaccinale est attribuable aux difficultés géographiques ou financières d’accessibilité à la vaccination. Il est à noter qu’en France, toutefois, il n’existe aucun obstacle financier ou géographique puisque les réseaux privés et publics s’assurent de rendre optimal l’accès à la vaccination contre la rougeole. En France, bien que la vaccination ait réduit de façon encourageante l’incidence de la maladie ainsi que le taux de mortalité qui lui est associé, on constate que la couverture de la vaccination (d’environ 85 %, avec des disparités selon les départements) ne permet pas l’arrêt de la transmission et l’élimination de la rougeole. La circulation du virus, bien que réduite, reste suffisante pour provoquer l’éclosion de foyers d’infection pouvant provoquer une épidémie. Les individus, non vaccinés et non immunisés par le virus de type sauvage car moins sujets à son exposition à cause de sa circulation réduite, sont des proies faciles et des initiateurs idéaux d’épidémie. 